# Mujeres engañadas
Mujeres engañadas (magyarul: Megcsalt nők) egy 1999 és 2000 között készült mexikói televíziós sorozat, amit a Televisa készített. A főszerepekben Laura León, Andrés García, Sabine Moussier, Arturo Peniche, Michelle Vieth, Kuno Becker, Elsa Aguirre és Eric del Castillo voltak, míg a gonosz szerepekben Susana González, Victor Noriega, Diana Golden és Raymundo Capetillo voltak.

## Történet
A sorozatban négy pár körül zajlanak az események, akik ugyanabban a társasházban élnek. Kapcsolatukat a hazugság, hűtlenség és az ebből fakadó párkapcsolati és családi problémák jellemzik.  
Az első pár Yolanda (Laura León) és Javier Duarte (Andrés García). Yolanda egy egyszerű származású nő, aki hozzáment a gazdag Javierhez, akinek két kamasz lánya van: María Rosa (Marisol Mijares) és Jessica (Anahí). Kapcsolatuk ideálisnak mondható, ám hamarosan kiderül, hogy Javier kettős életet élve, megcsalja feleségét Monica Romeróval (Diana Golden). A helyzetet tetézi, hogy Andrésnak Monicától van egy házasságon kívül született fia: Javierito.
A második pár Diana (Sabine Moussier) és Alejandro Lizárraga (Arturo Peniche). Diana egy hiú, önző nő aki, megszállottan keresi az örök fiatalság titkát. Alejandro ezzel szemben egy rendes, becsületes férfi, aki arról álmodik, hogy feleségével gyereke lesz. Diana megcsalja Alejandrót Pablo Renteríával (Victor Noriega). Amikor Alejandro rájön, hogy felesége Pablóval folytat viszonyt, bosszú akar állni rajta. Pablóról időközben kiderül, hogy valójában egy selyemfiú, aki pénzért más nőknek tesz kedvére. 
A harmadik pár Paola Montero (Michelle Vieth) és César Martínez (Kuno Becker) fiatalok. Paola egy nagyon vallásos lány, aki Veracruzban él, míg César egy vonzó, fiatal férfi, aki számára dicsőség nőket meghódítani. César egyszer lefekszik Maru, amin Paola rajta kapja őket, és a lányt hibáztatja, hogy Césarra rámászott. 
A negyedi pár César szülei, Cecilia (Elsa Aguirre) és Jorge Martínez (Eric del Castillo). Már harminc éve házasok, de kapcsolatuk teljesen ellaposodott. Jorge feleségét egy fiatal nővel, Sagrario Campuzano del Castillóval (Susana González) csalja meg.

## Szereposztás
- Laura León - Yolanda Jiménez de Duarte
- Andrés García - Javier Duarte Cortés
- Arturo Peniche - Alejandro Lizárraga
- Sabine Moussier - Diana Fernández de Lizárraga
- Michelle Vieth - Paola Montero
- Kuno Becker - César Martínez Onderain
- Eric del Castillo - Jorge Martínez
- Elsa Aguirre - Cecilia Onderain de Martínez
- Diana Golden - Mónica Romero
- Susana González - Ivette del Sagrario Campuzano
- Juan Peláez - Jefe
- Carlos Bracho - Lic. Ernesto Sierra
- Anahí - Jessica Duarte Jiménez
- José María Torre - Ricardo Hernández Chávez
- Marisol Mijares - María Rosa Duarte Jiménez
- Carlos Bonavides - Maclovio Hernández
- Maribel Fernández - Concepción "Concha" Chávez de Hernández
- Jorge De Silva - Raúl
- Víctor Noriega - Pablo Rentería
- Raymundo Capetillo - Ramiro Cifuentes
- Joana Benedek - Johanna Sierra
- Irina Areu - Florinda
- Ingrid Martz - Adriana Falcón
- Lucy Tovar -Casilda de Montero
- Andrea Becerra - Sonia Lizárraga
- Alejandra Becerra - Monserrat Lizárraga
- Elizabeth Arciniega - Guadalupe "Lupe" Edelmira Silis Chacón
- Carla Ortiz - Marujita "Maru" Lopéz Guerra
- Gustavo Negrete - Aurelio
- Antonio Miguel - Liberio
- Martha Roth - Catalina Cortés
- Jorge Brenan - Edmundo
- Antonio Brenan - Ramón
- Karla Álvarez - Sonia Arteaga
- Dulce - Montserrat
- Marlene Favela - Leticia
- Oscar Traven - Roberto Duarte Cortés
- Jorge Antolín - Esteban
- Tania Vázquez - Aracely
- Claudia Troyo - Carolina Susana Montero
- Aitor Iturrioz - Manuel
- Carlos Miguel - Pastrana
- Sergio Acosta - Francisco Duarte Cortés
- Eduardo Rivera - Teniente José Luis Ortega
- Estrella Lugo - Lucía "Lucy"
- Bobby Larios - Pedro
- Ramón Valdés Urtiz - Gerardo Quintero
- Marco Antonio Maldonado - Javier "Javierito" Duarte Romero
- Juan Romanca - Sebastián
- Néstor Leoncio - Humberto Quintero
- Enrique Grey - Demetrio Zamudio
- Liliana Arriaga - La Chupitos
- Zoila Quiñones
- Ivonne Montero

## Érdekességek
- Arturo Peniche , Michelle Vieth, Kuno Becker és Dulce korábban együtt szerepeltek a Soñadoras című sorozatban, aminek producere szintén Emilio Larrosa volt.
- Victor Noriega, Jorge de Silva és Ivonne Montero korábban együtt szerepeltek a Rosalinda című sorozatban.
- Víctor Noriega, Arturo Peniche és José María Torre később együtt szerepelt A betolakodó című sorozatban.
- Michelle Vieth , Joana Benedek és Susana González később együtt szerepeltek a Szeretők és riválisok című sorozatban.